# رزم‌ناو دویچلند
رزم‌ناو دویچلند (به آلمانی: Deutschland) یک رزم‌ناو نیروی دریایی آلمان بود که بین سال‌های ۱۹۲۹ تا ۱۹۳۳، در چارچوب محدودیت‌های پیمان ورسای، به عنوان نخستین کشتی از کلاس دویچلند موسوم به «کشتی زره‌پوش»، برای رایشس‌مارینه، نیروی دریایی حاکمیت جمهوری وایمار ساخته شد و در جریان جنگ جهانی دوم در کریگس‌مارینه، نیروی دریایی رایش سوم خدمت کرد. این کشتی جنگی بزرگ ماه نوامبر سال ۱۹۳۹ به لوتسوو تغییر نام داد و ماه فوریه سال ۱۹۴۰ گونه رسمی آن به رزم‌ناو سنگین تغییر کرد. گاهی به صورت محاوره از این کشتی که ترکیبی از ویژگی‌های رزم‌ناوها و نبردناوها را داشت، با عنوان «نبردناو جیبی» یاد می‌شود.
دویچلند نخستین کشتی جنگی بزرگ تاریخ با پیشران موتور دیزل بود و با برد بلند و سرعت نسبتاً زیاد با هدف حمله به کشتیرانی تجاری دشمنان در اقیانوس اطلس ساخته شد. پیش از آغاز درگیری‌های جهانی، در جریان جنگ داخلی اسپانیا، بین سال‌های ۱۹۳۶ تا ۱۹۳۸ برای حفاظت از منافع و شهرودان آلمان، در چارچوب توافق‌های بین‌المللی، چندین سفر به آب‌های این کشور داشت. در یکی از این سفرها در دریای مدیترانه مورد حمله هواگردهای جمهوری‌خواه قرار گرفت و آسیب دید. چند روز پیش از آغاز جنگ جهانی دوم به اقیانوس اطلس شمالی رفت و در پی آغاز جنگ عملیات چند ماهه‌ای، بر اساس قواعد بین‌المللی، علیه کشتیرانی تجاری متفقین داشت. این عملیات چندان موفق نبود و در نهایت پیش از موعد به آلمان بازگشت. لوتسوو در جریان عملیات وزروبونگ حامل و پشتیبان نیروهای زمینی آلمانی برای تهاجم به نروژ بود. در حین حرکت به سمت اسلو مورد هدف آتشبار دفاع ساحلی نروژ قرار گرفت و وادار به بازگشت شد. در راه بازگشت هم اژدری از یک زیردریایی بریتاینایی بدان اصابت کرد که خسارت جدی به بار آورد. لوتسوو مدتی طولانی در کارخانه کشتی‌سازی در حال تعمیر بود. در ادامه چند اقدام ناموفق دیگر برای خروج از دریای شمال و حمله به کشتیرانی متفقین و شوروی صورت داد که در حین آن‌ها آسیب دید و دوباره به تعمیرگاه رفت. در جریان فرایند تعمیرهای چند باره بر آن، کشتی مورد بازآمد و بازساری فراوانی قرار گرفت تا عملکرد آن بهبود یابد.
لوتسوو یک‌ونیم سال پایانی جنگ را در دریای بالتیک گذراند. واپسین ماه‌های جنگ در پشتیبانی از نیروهای زمینی آلمانی جبهه شرقی، مواضع نیروهای شوروی را گلوله‌باران می‌کرد. تخلیه آلمانی‌ها از برخی نقاط از جمله استونی و پروس شرقی را پوشش داد. لوتسوو در نهایت اوایل ماه آوریل سال ۱۹۴۵ در اثر حمله هوایی در آب‌های کم‌عمق به کف نشست اما همچنان با توپخانه خود به سمت دشمن تیراندازی می‌کرد؛ تا این‌که مهمات آن به پایان رسید و به دست خدمه منفجر شد. اطلاع دقیقی از سرنوشت لاشهٔ لوتسوو پس از جنگ در دست نیست اما تصور می‌شود ابتدا توسط شوروی از بیرون کشیده شده و مدت کوتاهی بعد در دریای بالتیک غرق شده است.

## ویژگی‌ها و ساخت

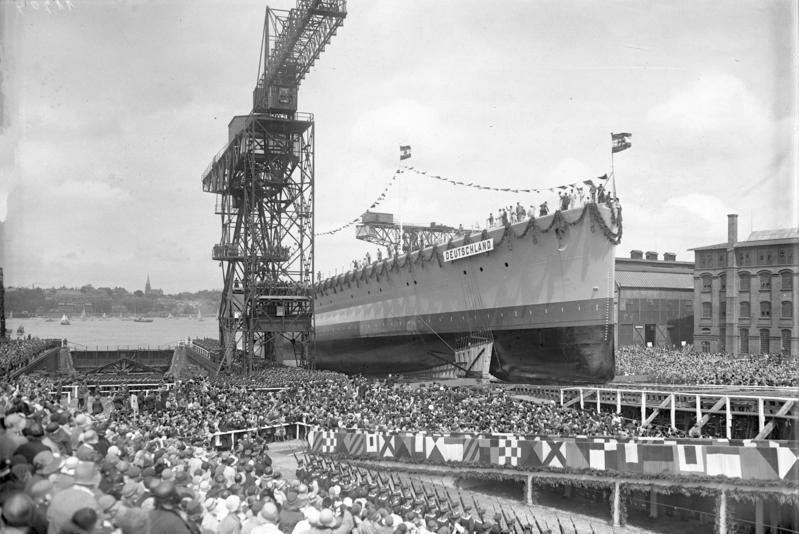
مراسم به آب انداختن دویچلند

سفارش ساخت دویچلند به عنوان یک «کشتی زره‌پوش» و نخستین کشتی از کلاس دویچلند، با عنوان اولیه «کشتی زره‌پوش آ» روز ۱۷ اوت سال ۱۹۲۸ به کارخانه دویچه ورکه در کیل داده شد. مازهٔ کشتی با شماره ساخت ۲۱۹ روز ۵ فوریه سال ۱۹۲۹ در لغزش‌گاه شماره ۲ قرار گرفت. کمبود نفرات و تجهیزات ناشی از مشکلات مالی سبب شد کار ساخت با سرعت متوسطی پیش برود. کشتی در نهایت پس از دو و نیم سال ساخت‌وساز، روز ۱۹ مه سال ۱۹۳۱، در مراسمی با حضور رئیس‌جمور  پاول فون هیندنبورگ و صدراعظم هاینریش برونینگ، به آب انداخته شد. برآورد شده است مجموعاً حدود ۶۰٬۰۰۰ نفر در این مراسم حضور داشتند. هنگام رسیدن رئیس‌جمهور همه شناورها به افتخار او توپ‌های ۲۱ سانتی‌متری خود شلیک کردند. حین مراسم، پیش از آن که سخنرانی صدراعظم به پایان برسد و رئیس‌جمهور بتواند به شکل سنتی با شکستن بطری بر روی بدنه کشتی،آن را نام‌گذاری کند، دو سیم مهار پاره و کشتی از لغزشگاه خارج شد. در این بین سیم‌های میکروفون‌ها هم کنده شد. در این شرایط تنها کاری که از دست هیندنبورگ برمی‌آمد این بود که نام‌گذاری را به دنبال کشتی فریاد بزند و به شکل «خشک» بدون انداختن بطری روی عرشه انجام دهد. کارکنان کشتی‌سازی که روی عرشه بودند، با دیدن این صحنه تابلوی مخفی نام برگزیده‌شدهٔ «دویچلند» را عیان کردند.
به صورت نامعمولی برای آن زمان، از هشت موتور دیزل به عنوان نیرو محرکه دویچلند استفاده شد که یک جفت شفت پروانه را به چرخش در می‌آورندند و بیش از ۵۳٬۰۰۰ اسب بخار شفت تولید می‌کردند. این پیش‌ران حداکثر سرعت ۲۶ گره (۴۸ کیلومتر بر ساعت) و حداکثر برد ۱۸٬۶۵۰ مایل دریایی (۳۴٬۵۴۰ کیلومتر) در سرعت ۱۵ گره (۲۸ کیلومتر بر ساعت) به کشتی می‌بخشید.

## تاریخچه عملیاتی

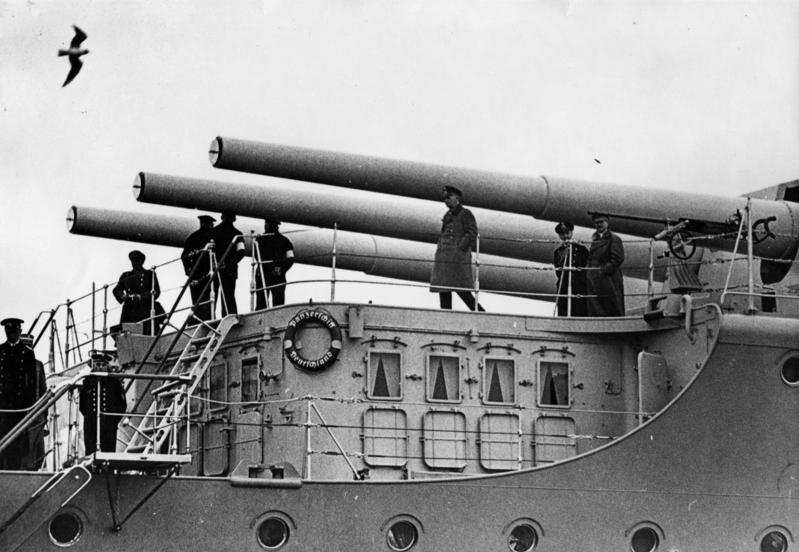
از سمت راست: آدولف هیتلر پیشوای آلمان نازی و دریاسالار اریش ردر در حال بازدید از تمرین نظامی دویچلند

دویچلند روز ۱ آوریل سال ۱۹۳۳ وارد خدمت در رایشس‌مارینه شد.

### جنگ داخلی اسپانیا
نخستین کاربرد عملیاتی دویچلند در جریان جنگ داخلی اسپانیا صورت گرفت. این کشتی چهار مرتبه از ماه اوت سال ۱۹۳۶ تا ماه فوریه سال ۱۹۳۸ به آب‌های اسپانیا فرستاده شد. نخستین تجربه رزمی دویچلند در سفر چهارم، عصر روز ۲۹ مه سال ۱۹۳۷ در نزدیکی ایبیزا اتفاق افتاد. در این حادثه کشتی آلمانی با چند ناو و ناوشکن جمهوری‌خواه درگیر شد. همزمان دو هواپیما نیز دویچلند را مورد حمله قرار دادند. با وجود ناتوانی شناورهای متخاصم در آسیب زدن به آن، دو بمب پرتاب‌شده از هواگردها به دویچلند برخورد کرد. بمب نخست در سمت راست قسمت میانی در نزدیکی یکی از توپ‌های ۱۵ سانتی‌متری فرود آمد که یک آتش‌سوزی به‌پا کرد و هواپیمای شناسایی و یکی از قایق‌های کشتی را منهدم نمود. بمب دوم آسیب جدی‌تری به همراه داشت و با نفوذ در عرشه بالایی در قسمت برجک آ موجب یک انفجار و کشته و زخمی شدن تمامی خدمه برجک گردید. مجموعاً دویچلند در این حادثه متحمل ۱۴۱ تن تلفات از جمله ۳۱ کشته، شد و وادار به بازگشت به ویلهلمس‌هافن گشت.

### جنگ جهانی دوم
دویچلند یک هفته پیش از آغاز جنگ جهانی دوم، روز ۲۶ اوت سال ۱۹۳۹ ویلهلمس‌هافن را ترک و شش روز بعد در نزدیکی دماغه فارول در ساحل جنوبی گروئنلند با وستروالت، تانکر سوخت‌رسان مربوط به خود دیدار کرد. روز ۲۷ سپتامبر مجوز آغاز عملیات حمله به کشتیرانی تجاری دشمن صادر شد. دویچلند از روز ۳۰ سپتامبر به دنبال قربانی در مسیر دریایی بین آزور و برمودا بود. نخستین موفقیت روز ۵ اکتبر با غرق کردن استون‌گِیت، کشتی ۵۰۰۰ تنی، حاصل گردید. سپس کشتی آلمانی رو به شمال رفت و روز ۹ اکتبر در نزدیکی نیوفونلاند با سیتی آو فلینت، کشتی باری آمریکایی مواجه شد که به ظن حمل محموله غیرمجاز، بلافاصله آن را توقیف کرد. کشتی آمریکایی با قرار گرفتن خدمه استون‌گیت در آن، با هدایت یک ناخدای آلمانی به نروژ فرستاده شد. به هر صورت حاکمیت نروژ خدمه آلمانی را دستگیر کردند و کشتی را به آمریکایی‌ها پس دادند. دویچلند روز ۱۴ اکتبر لورنتس هانسن، کشتی باری نروژی را در نزدیکی نیوفونلاند غرق کرد. در نهایت شرایط نامساعد آب‌وهوایی دویچلند را ناچار به بازگشت زودتر از موعد به آلمان جهت تعمیر آسیب حاصل از طوفان نمود. کشتی روز ۱۶ نوامبر وارد گوتنهافن شد. نام کشتی به لوتسوو و میانه ماه فوریه سال ۱۹۴۰ کلاس رسمی آن به ناو سنگین تغییر کرد. بزرگ‌دریابد اریش ردر، فرمانده کل کریگس‌مارینه امیدوار بود با این تغییر نام سرویس اطلاعاتی دشمن در ارتباط با مذاکرات فروش ناو سنگین دیگری از کلاس هیپر با نام لوتسوو به شوروی، سردرگم شود.
با آغاز تهاجم آلمان به نروژ از روز ۷ آوریل، لوتسوو در قالب ناو گروه ۵ راهی آب‌های اسلو شد. این کشتی ۴۵۰ تن از نیروهای مهاجم آلمانی را در عرشه خود داشت. ناو گروه هنگام ورود به آب‌دره اسلو در عصر روز ۸ آوریل زیر آتش متمرکز آتشبار دفاع ساحلی نروژ قرار گرفت. سه گلوله توپ ۱۵ سانتی‌متری و چند گلوله کالیبر کوچک‌تر به لوتسوو اصابت کرد اما با وجود غرق شدن ناو سنگین بلوشر، توانست خود را بدون آسیب جدی برهاند. هنگام مراجعت به کیل جهت تعمیر، روز ۱۱ آوریل اژدر شلیک‌شده از اسپیرفیش، زیردریایی بریتانیایی به آن برخورد کرد و به شدت آسیب دید. سه روز بعد تا بندرگاه یدک کشیده شد. گستردگی تعمیرات لازم بر ناو به اندازه‌ای بود که برای حدود یک سال آن را از خدمت واداشت. هنگام تعمیر در کیل، یک بمب در حمله نیروی هوایی بریتانیا بر روی لوتسوو فرود آمد اما منفجر نشد.
با وجود تردیدهای پدیدهای آمده در استفاده از شناورهای سطحی در حمله به کاروان‌های دشمن پس از غرق شدن نبردناو بیسمارک، تصمیم بر اعزام لوتسوو گرفته شد. این ناو برای اجرای عملیات زومررایزه روز ۱۲ ژوئن سال ۱۹۴۱ از کیل راهی آب‌های نروژ گشت. با این حال حدود نیمه شب مورد حمله یک هواگرد اژدرافکن بوفورت بریتانیایی قرار گرفت. اژدر دشمن از سمت چپ به میانه ناو اصابت کرد تا موتورها و توان الکتریکی آن از کار بیفتد و چندین قسمت آن پر از آب شود. آسیب وارد آمده مجدداً جدی بود اما لوتسوو توانست با نیروی خود به کیل بازگردد. تعمیرات این بار تا ماه ژانویه سال ۱۹۴۲ به طول انجامید. در نهایت ماه مه سال ۱۹۴۲ به نروژ رفت. با این حال موفقیت عملیاتی ناچیزی به دست آورد. این بار هم با برخورد به زمین نیازمند تعمیر بیشتر در آلمان شد. بدین جهت ماه اوت در کیل بود.
لوتسوو ماه نوامبر سال ۱۹۴۲ دوباره به نروژ بازگشت. در راه شمال نروژ از حملات هوایی در امان ماند. در جریان عملیات رگن‌بوگن، ماه دسامبر به همراه ناو آدمیرال هیپر و چند کشتی محافظ دیگر، یک کاروان متفقین را در نزدیکی جزیره خرس مورد حمله قرار داد. در برخورد با دشمن در روز ۳۱ دسامبر آسیب شدیدی به ناوشکن بریتاینایی آبجورت وارد آورد. به هر صورت توسط کشتی‌های جنگی بریتانیایی دفع شد و به دستور فرمانده گروه عملیاتی به جهت اجتناب از تحمل خسارات غیر ضروری عقب نشست.
لوتسوو سال‌های ۱۹۴۳ تا ۱۹۴۵ را دریای بالتیک گذراند و جناح ساحلی نیروهای زمینی شوروی را بمباران کرد. بمباران هواگردهای بریتانیایی روز ۱۶ آوریل سال ۱۹۴۵ آسیب جدی به آن وارد و ناو آلمانی را در کف ساحل زمین‌گیر نمود. خدمه لوتسوو از آن به عنوان آتشبار ثابت استفاده و به سمت نیروهای شوروی شلیک می‌کردند تا این که این ناو را روز ۴ مه به دست خود منفجر ساختند.
بدین شکل، دویچلند دوره خدمت پر حادثه‌ای را گذراند و با وجود وارد آمدن مکرر آسیب به آن، جنگ جهانی دوم را غرق‌نشده به پایان رساند.
لوتسوو سال‌های ۱۹۴۸ و ۱۹۴۹ توسط شوروی اوراق شد.